# St. Maria (Bühlerzell)

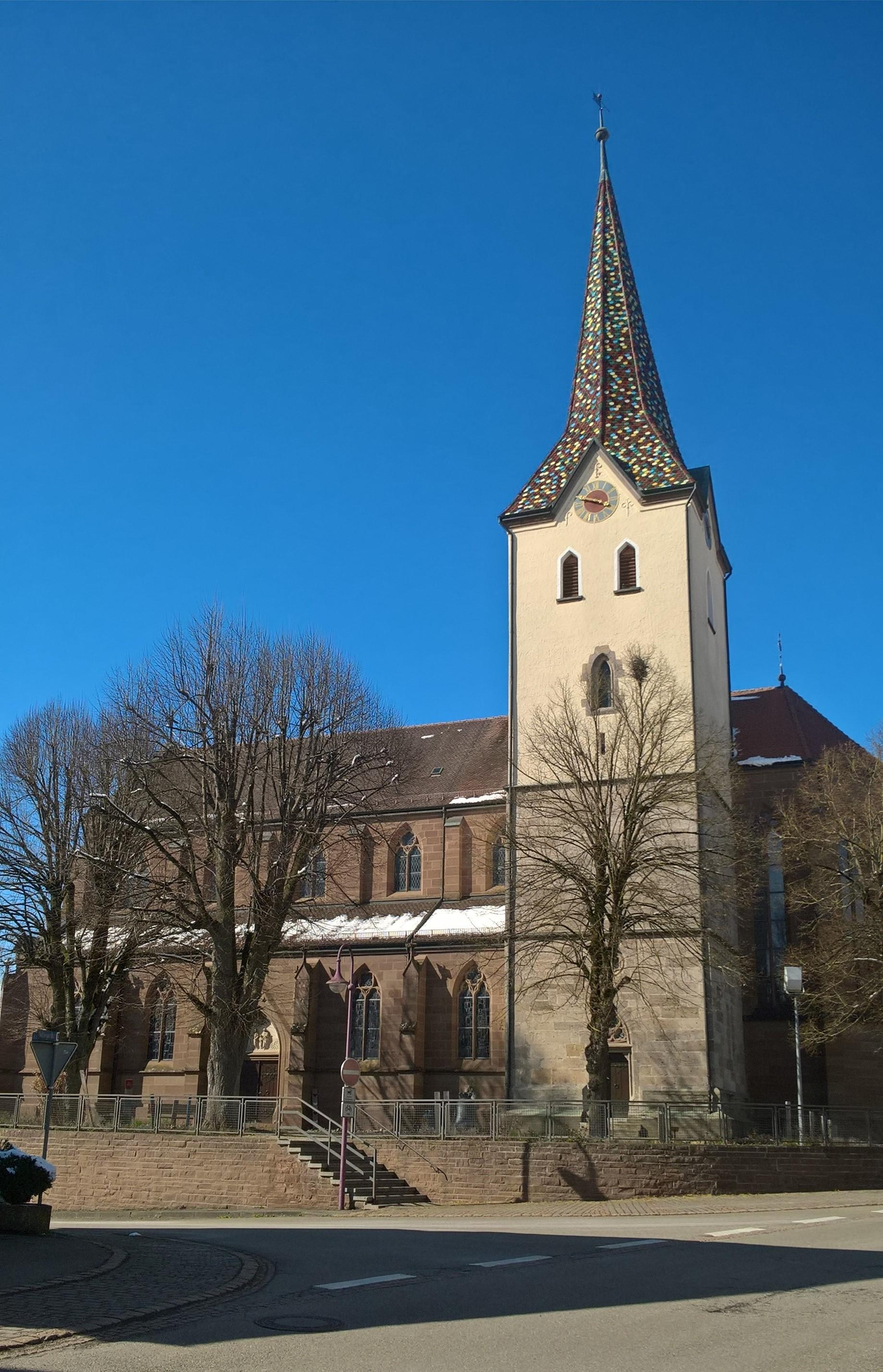
St. Maria (Bühlerzell)

Die römisch-katholische Pfarrkirche St. Maria steht in Bühlerzell, einer Gemeinde im Landkreis Schwäbisch Hall in Baden-Württemberg. Das Bauwerk ist beim Landesamt für Denkmalpflege Baden-Württemberg als Baudenkmal eingetragen. Die Kirchengemeinde gehört zum Dekanat Schwäbisch Hall in der Diözese Rottenburg-Stuttgart.

## Beschreibung
Die neugotische Basilika wurde 1877/79 aus Quadermauerwerk errichtet. Ihr Langhaus aus einem Mittelschiff und zwei schmalen Seitenschiffen wird von Strebepfeilern gestützt. Der Chorflankenturm an der Südwand des eingezogenen, dreiseitig geschlossenen Chors im Osten des Mittelschiffs ist im Kern der spätgotische Chorturm eines Vorgängerbaus. Der obere Teil des Turms beherbergt die Turmuhr und den Glockenstuhl, in dem seit 2007 wieder drei Kirchenglocken hängen. Darauf sitzt ein achtseitiger Knickhelm.
Die restaurierte Kirchenausstattung ist fast vollständig erhalten. Die Orgel wurde 1956 als Opus 629 von Späth Orgelbau gebaut.